# Heitor Villa-Lobos
Heitor Villa-Lobos (Rio de Janeiro, 5 maart 1887 – aldaar 17 november 1959) was een Braziliaans componist en cellist. Hij schreef vele werken voor orkest, ensemble en solo-instrumenten. Typisch voor zijn werk is het gebruik van Braziliaanse stijlen zoals choro, maar er zijn ook stijlelementen in terug te vinden uit het impressionisme, expressionisme, barok en classicisme. Villa-Lobos was een van de bekendste Zuid-Amerikaanse componisten.

## Biografie

### Voorgeschiedenis
Francisco Silveira Villalobos en Maria Carolina Pereira Serzedola Villalobos ontvluchtten midden 19e eeuw hun miserabele leven in Spanje om in Brazilië een beter bestaan te garanderen voor hun zoon Raul Epeminodas Villalobos. Hij zet de naam om in de Braziliaanse variant Villa-Lobos.
In diezelfde periode ontvluchten Antonio Santos Monteiro en Domilildes Costa Santos Monteiro Portugal om hetzelfde te bewerkstelligen voor Noema Umbelina dos Santos Monteiro.
In 1850 wordt in Brazilië officieel de slavernij afgeschaft, maar de vrijmaking volgt pas in mei 1888; dit heeft een grote trek naar de stad als gevolg, waardoor Rio de Janeiro binnen korte tijd uit haar voegen barst; het groeit van 520.000 inwoners in 1890 naar 811.000 in 1900 en meer dan een miljoen in 1920.
In 1909 wordt het Teatro Municipal van Rio geopend met bijbehorend orkest.

### Jeugd
Het is een klein wonder dat Raul en Noema trouwen. Raul is teruggetrokken, onzeker en stottert, maar is tegelijkertijd een goede tekenaar en cellist. Noema is energiek en besluitvaardig, tevens een amateur-musicus. Zij krijgen hun eerste kind op 3 november 1885 Berta in Laranjeiras, een woonwijk van Rio.
Op 5 maart 1887 komt Heitor Villa-Lobos ter wereld, met als koosnaam Tuhù (kleintje). Vader Raul is dan bibliothecaris, een overheidsfunctie. In 1889 wordt keizer Peter II van Brazilië afgezet en de Verenigde Staten van Brazilië is een feit (naar model van de Verenigde Staten van Amerika). Deze afzetting heeft gevolgen voor het culturele leven; Peter II was liefhebber van Europese muziek en liet die de inheemse muziek verdringen. In hetzelfde jaar ziet zuster Carmen het levenslicht, in 1890 gevolgd door Orthon, die echter snel zal overlijden. Raul Villa-Lobos heeft commentaar op de nieuwe regering en wordt in 1892 ontslagen en moet onderduiken met zijn gezin, dat gebeurt in de deelstaten Rio de Janeiro en Minas Gerais. Heitor maakt gedurende deze periode buiten de grote stad kennis met de inheemse muziek.
In 1893 mag de familie terugkeren in Rio zelf en herkrijgt Raul zijn baan. Heitor heeft dan al een paar cellolessen van zijn vader, liefhebber van de muziek van Bach, gekregen, maar stapt in 1895 over op de klarinet. In 1899 sterft vader Raul aan waterpokken en schrijft Heitor zijn eerste compositie; het lied Os Sedutores voor zangstem met pianobegeleiding. In 1901 gaat Heitor medicijnen studeren aan het Colegio Dom Pedro II, maar dat gaat niet van een leien dak; hij ziet meer in de muziek. Zijn recalcitrante houding brengt hem in botsing met zijn moeder; hij gaat inwonen bij zijn tante Leopoldina de Amaral (ook wel bekend als Zizinha). Zijn eerste beroepsoptreden als musicus vindt waarschijnlijk plaats op 12 januari 1903; hij speelt daarna in diverse choro-ensembles (Choros betekent klaaglied). Daarnaast speelt hij muziek in theaters en bioscopen, een analogie met Dmitri Sjostakovitsj. In 1905 heeft hij dan voldoende geld bij elkaar om een eerste binnenlandse reis te ondernemen; eerst naar het Amazonegebied (1905) en later naar het zuiden (1906). Die reizen waren altijd met romantiek omgeven; verhalen vol avontuur en kannibalisme, niet door iedereen geloofd, vergezelden de componist bij zijn terugkeer. Maar wat hij daarnaast meebracht, waren de diverse soorten volksmuziek die altijd van invloed zijn geweest op zijn geheel eigen klassieke stijl. Wel volgde hij een muziekstudie aan het Nationaal Muziekinstituut in Rio.

### Na 1912
Vervolgens maakte hij in 1912 een tocht naar de binnenlanden van het Amazonebekken en bracht in 1915 Rio in vervoering met zijn nieuwe muziek. In 1923 kreeg hij een overheidsbeurs om in Parijs zijn studie voort te zetten. Hij keerde in 1930 naar zijn vaderland terug als componist van internationale faam.
In hetzelfde jaar werd het muziekonderricht in Rio aan hem toevertrouwd en hij drukte er zijn eigen stempel op. Het nieuwe onderwijssysteem ontwierp hij zelf en de muziek die hij stimuleerde was geworteld in verschillende soorten volksmuziek en deed een expliciet beroep op het Braziliaans patriottisme.
In de veertiger jaren vierde hij zijn grootste triomfen. Een tournee als dirigent naar de VS in 1944 bracht hem waardering van de muziekkritiek en leverde compositieopdrachten op.
Twee jaar na de dood van Villa-Lobos werd er een museum aan hem gewijd: het Museu Villa-Lobos opende zijn deuren in Rio de Janeiro in 1961.

## Werken
Zijn muziek voor kinderkoor was enorm van bezetting, en een halve eeuw na zijn dood is hij nog steeds populair bij de jonge generatie.
Behalve voor kinderkoor schreef Villa-Lobos voor een veelheid van bezettingen. Missen en pianoconcerten verschenen van zijn hand, en hij heeft zelfs filmmuziek geschreven. Maar wellicht is hij nog het beroemdst geworden met zijn muziek voor gitaar(-solo), onder meer gepropageerd door de Britse klassieke gitarist Julian Bream en de Australische John Williams.

### Muziektheater

#### Opera's
| Voltooid in         | titel     | aktes    | première                                                                              | libretto                       |
| ------------------- | --------- | -------- | ------------------------------------------------------------------------------------- | ------------------------------ |
| om 1908             | Femina    |          |                                                                                       |                                |
| 1909                | Aglaia    | 2 aktes  |                                                                                       |                                |
| 1910                | Elisa     | 1 akte   |                                                                                       |                                |
| 1912-1914, rev.1932 | Izath     | 4 aktes  | 6 april 1940, Rio de Janeiro, (concertant); 13 december 1958, Rio de Janeiro (toneel) | Azevedo Júnior en de componist |
| 1918                | Jesus     | 3 aktes  |                                                                                       | G. de Andrade                  |
| 1919                | Zoé       | 3 aktes  |                                                                                       | Renato Viana                   |
| 1921                | Malazarte | 3 aktes  |                                                                                       | Graça Aranha                   |
| 1955-1956           | Yerma     | 4 aktes, | 12 augustus 1971, Santa Fe                                                            | naar Federico García Lorca     |
|                     | Perpetual | 1 akte   | onvoltooid                                                                            |                                |
|                     | Amerindia |          | onvoltooid                                                                            |                                |

#### Balletten
| Voltooid in | titel                   | aktes | première | libretto      | choreografie |
| ----------- | ----------------------- | ----- | -------- | ------------- | ------------ |
| 1917        | Amazonas                |       |          |               |              |
| 1917        | Uirapurú                |       |          |               |              |
| 1929        | Possessão               |       |          |               |              |
| 1932        | Caixinha de Boas Festas |       |          |               |              |
| 1933        | Pedra Bonita            |       |          |               |              |
| 1939        | Dança da Terra          |       |          |               |              |
| 1940        | Mandú-Cárárá            |       |          |               |              |
| 1951        | Rudá, Dio d’amore       |       |          |               |              |
| 1954        | Gênesis                 |       |          |               |              |
| 1956        | Emperor Jones           |       |          | naar O' Neill |              |

#### Musical
| Voltooid in | Titel               | Aktes   | Première                         | Libretto                                         | Verdere liedteksten | Choreografie |
| ----------- | ------------------- | ------- | -------------------------------- | ------------------------------------------------ | ------------------- | ------------ |
| 1947        | Magdalena           | 2 aktes | 26 juli 1948, Los Angeles        | R. Wright, G. Forrest, F. H. Brennan en H. Curra |                     |              |
| 1957-1958   | A menina das nuvens | 3 aktes | 29 november 1960, Rio de Janeiro | Lúcia Benedetti                                  |                     |              |

### Werken voor koor en orkest
- Vidapura (Missa oratória), voor koor en orkest, 1919;
- Quator (Impressões da vida mundana), voor vrouwenkoor, fluit, saxofoon, harp en celesta, 1921;
- Nonet (Impressão rápida de todo o Brasil), voor koor, fluit, hobo, klarinet, saxofoon, fagot, harp en slagwerk, 1923;
- Choro nr. 3 (Picapau), voor mannenkoor, klarinet, saxofoon, fagot en 3 hoorns, 1925;
- Choro nr. 10, voor koor en orkest, 1926;
- Choros nr. 14, voor koor en orkest, 1928 (vermist);
- Invocação em defesa da Pátria, voor solostem, koor en orkest, 1943;
- Bachianas brasileiras #9, voor koor of strijkorkest, 1945;
- Magnificat alleluia, voor solostem, koor en orkest, 1958

### Werken voor piano
- De Kat en de Muis
- Rudepoêma

### Orkestwerken

#### 1910-1919
- Suite, voor strijkers, 1912; Celloconcert nr. 1, 1913; Suite, voor piano en orkest, 1913; Elégie, 1915; Myremis, symfonische gedicht, 1916; Naufrágio de Kleônicos, symfonisch gedicht, 1916; Sinfonietta nr. 1, 1916; Symfonie nr. 1 "O imprevisto", 1916; Danças características africanas, 1916; Amazonas, symfonische gedicht, 1917; Symfonie nr. 2 "Ascenção", 1917; Dança frenética, 1919; Symfonie nr. 3 "A guerra", voor orkest en fanfarra, 1919; Symfonie nr. 4 "A vitória", voor orkest en fanfarra, 1919;

#### 1920-1929
- Symfonie nr. 5 "A paz", 1920; Dança dos mosquitos, 1922; Fantasia de movimentos mistos, 1922; Verde velhice, divertimento, 1922; Choros nr. 5, 1925; Choros nr. 8, voor 2 piano’s en orkest, 1925; Choros nr. 6, 1926; Rudepoema, 1926; Choros nr. 11, voor piano en orkest, 1928; Choros nr. 9, 1929; Choros nr. 12, 1929; Choros nr. 13, voor twee afzonderlijke orkest en koperblazers, 1929; Introductie tot Choros, voor gitaar en orkest, 1929; Momoprecoce, fantasy, voor piano en orkest, 1929;

#### 1930-1939
- Bachianas brasileiras nr. 2, 1930; Caixinha de boas festas, 1932; Papagaio do moleque, episódo sinfónico, 1932; Ciranda das sete notas, fantasy, voor fagot en orkest, 1933; Bachianas brasileiras nr. 4, voor piano en orkest, 1930-36; Descobrimento do Brasil, 4 film suites, nr. 4 met koor, 1937; Bachianas brasileiras nr. 3, voor piano en orkest, 1938;

#### 1940-1949
- Saudade da juventude, suite, 1940; Bachianas brasileiras nr. 7, 1942; Bachianas brasileiras nr. 8, 1944; Symfonie nr. 6, “Sobre a linha das montanhas do Brasil”, 1944; Pianoconcert nr. 1, 1945; Bachianas brasileiras #9, 1942; Fantasia, voor cello en orkest, 1945; Madona, symfonisch gedicht, 1945; Symfonie nr. 7, 1945; Sinfonietta nr. 2, 1947; Pianoconcert nr. 2, 1948; Fantasia, voor saxofoon en orkest, 1948;

#### 1950-1959
- Erosão (Origem do rio Amazonas), 1950; Symfonie nr. 8, 1950; Gitaarconcert, 1951; Pianoconcert nr. 3, 1952-7; Pianoconcert nr. 4, 1952; Symfonie nr. 9, 1952; Symfonie nr. 10 "Ameríndia" - "Sum‚ pater atrium", voor tenor, bariton, bas, koor en orkest, 1952; Overture ‘L‘homme Tel’, 1952; Ochtendschemering in een tropisch woud, overture, 1953; Celloconcert nr. 2, 1953; Odisseia de uma raça, 1953; Harpconcert, 1953; Pianoconcert nr. 5, 1954; Symfonie nr. 11, 1955; Harmonica concert, 1955-6; Symfonie nr. 12, 1957; Fantasia concertante, voor minstens 32 cello’s, 1958; 2 suites, voor kamerorkest, 1959; Het regenwoud, ‘Amazonas’, symfonisch gedicht voor sopraan, koor en orkest, 1959 (gecompleteerd door A. Heller)

### Werken voor harmonieorkest
- 1922 Brasil novo
- 1932 A canôa virou
- 1944 El Trompo (The Spinning Top)
- 1946 Meu jardim
- 1958 Fantasy in drie bewegingen in vorm van een Choros (Fantasia em Três Movimentos)
- 1959 Concerto Grosso, voor blazerskwartet en harmonieorkest

### Werken voor solostem en orkest
- Epigramas irônicos e sentimentais (naar Ronald de Carvalho), 1921-3; 3 poemas indígenas, 1926; Suite sugestiva, 1929; Serestas, 1923-43; Bachianas brasileiras nr. 5, voor 8 cello’s en sopraanstem, 1938-45; Samba clássico, ode, 1950

### Strijkkwartetten
Tussen 1919 en 1957 schreef Villa-Lobos zeventien strijkkwartetten voor twee violen, altviool en cello.

### Filmmuziek
- 1938 Descobrimento do Brasil
- 1959 Green Mansions

## Discografie

### Symfonieën
De symfonieën, behalve nr. 5 zijn anno 2008 allemaal beschikbaar op het Duitse cd-label CPO. Een belangrijk werk is de 10e Symfonie; opnames zijn verschenen bij Koch en bij Harmonia Mundi.

### Pianoconcerten
De pianoconcerten zijn op Decca verkrijgbaar uitgevoerd door Cristina Ortiz.

### Choros
De Choros 1-12 (nr. 13 & 14 zijn verloren geraakt) hebben nog geen complete editie op één label, maar zijn wel allemaal verkrijgbaar. Deze combinatie is bijvoorbeeld mogelijk: 1-7 op ASV, 8&9 op Naxos, 10 op RCA of Dorian (in beide gevallen met andere werken gecombineerd), de ruim een uur durende nr. 11 op Ondine, nr. 12 (36 min.) op Cypres (samen met Choros nr. 7 en Bachianas Brasileiras nr. 1). Choros 8 is ook op Delos gecombineerd met de Uirapurú en de Fantasia voor cello en orkest te vinden. BIS Records begint in 2008 met een complete reeks.

### Strijkkwartetten
Bij Brilliant verschenen de verzamelde strijkkwartetten, gespeeld door het Cuarteto Latinoamericano; ook Naxos heeft een (inmiddels uitverkochte) reeks.

### Rest
Vele orkestwerken zijn verkrijgbaar op labels als Naxos, Marco Polo, Dorian, Ondine, ASV en Delos. De complete Bachianas zijn op EMI (mono o.l.v de componist, met verder o.a. enkele Choros), Naxos en BIS (nog niet voltooid) verkrijgbaar.